# Parti de la justice et de la réconciliation
Le Parti de la justice et de la réconciliation (en bosnien : Stranka pravde i pomirenja ; en serbe cyrillique : Странка правде и помирења abrégé СПП ou SPP), anciennement connu sous le nom d'Union démocratique bosniaque de Sandžak (en bosnien : Bošnjačka demokratska zajednica Sandžaka ; en serbe cyrillique : Бошњачка демократска заједница Санџака abrégé БДЗС ou BDZS est un parti politique serbe représentant la minorité ethnique bosniaque concentrée dans la région de Sandžak situé entre la Serbie et le Monténégro.

## Historique
Il se présente aux élections législatives serbes de 2014 dans le cadre d'une liste conjointe avec le centriste Parti libéral-démocrate (LDP) et le parti de centre-gauche, l'Union sociale-démocrate (SDU), mais l'alliance n'obtient que 3,4 % des suffrages, échouant à remporter un siège.
Aux élections législatives serbes de 2016, il se présente seul et remporte deux sièges. Le parti change officiellement de nom en passant de l'Union démocratique bosniaque de Sandžak à Parti de la justice et de la réconciliation le 23 décembre 2017. Jahja Fehratović dirigeait le parti depuis sa formation jusqu'à cette date ; à la suite du changement de nom, Muamer Zukorlić est reconnu comme chef du parti réorganisé.

## Résultats électoraux

### Élections législatives serbes
| Année | Voix    | %    | Sièges  | Coalition    |
| ----- | ------- | ---- | ------- | ------------ |
| 2014  | 120 879 | 3,36 | 0 / 250 | Avec LDP–SDU |
| 2016  | 32 526  | 0,86 | 2 / 250 |              |
| 2020  | 32 170  | 1,00 | 4 / 250 | Avec le DPM  |
| 2022  | 35 850  | 0,94 | 3 / 250 |              |
| 2023  | 29 066  | 0,46 | 2 / 250 | Avec le DSHV |